# Sunken Gardens (Florida)
Los Jardines Hundidos (en inglés : Sunken Gardens) es un jardín botánico de 4 acres (1.6 hectáreas) de cultivos y unos 60 acres de vegetación natural de la zona, localizado en San Petersburgo, Florida, en los  Estados Unidos. 
Los jardines fueron una atracción turística comercial durante muchos años, pero ahora están administrados por la ciudad y mantenidos con la ayuda de voluntarios.

## Localización

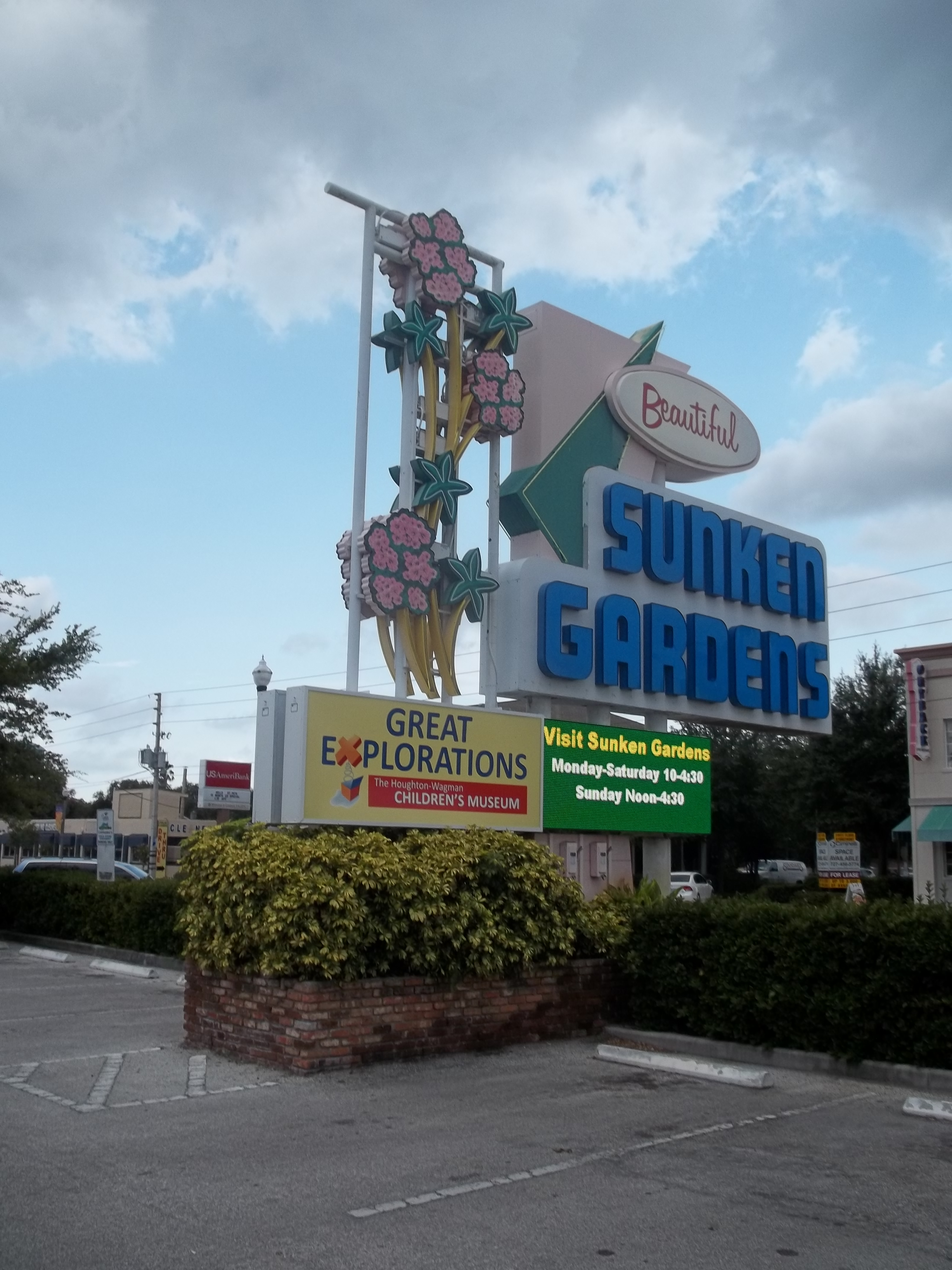
El antiguo letrero de neón en el "Sunken Gardens".

Se ubica en el centro de la ciudad de San Petersburgo.
Sunken Gardens, 1825 4th Street North, St. Petersburg, Pinellas county, Florida FL 33774 Estados Unidos.
Planos y vistas satelitales.27°47′24″N 82°38′18″O / 27.79000, -82.63833
El jardín botánico está abierto todos los días del año, los domingos solamente media jornada. Se paga una tarifa de entrada.  
Los "Sunken Gardens" conservan su interés histórico como ejemplo importante de una atracción comercial del borde de la carretera de la Florida de los años 30, y son probablemente la más vieja atracción turística comercial de la costa oeste de Florida. 
Los jardines están abiertos al público para programas educativos, viajes, y acontecimientos especiales, particularmente las bodas que se han celebrado durante décadas en el césped de las bodas, y en las instalaciones de los banquetes en el salón del jardín que aprovecha el marco único del jardín botánico.

## Historia
Los jardines comenzaron su andadura en 1903, cuando el fontanero y ávispado jardinero George Turner Sr., compró el sitio, incluyendo un lago a 10 pies (3.0 m) bajo el nivel del mar, que él drenó para formar su "jardín hundido" privado.
Turner comenzó a plantar papayas y cítricos junto con otras plantas exóticas en el suelo rico que rodeaba su hogar. Por los años 20, Turner había abierto un vivero y comenzó a vender las frutas, las verduras, las rosas y otras plantas, y los visitantes pagaban un níquel cada uno por dar un paseo a través de los jardines. 
A finales de 1935, Turner cercó su jardín y comenzó a cargar un honorario de admisión de 25 centavos. Los jardines llegaron a ser muy populares, y a partir de los años 50 hasta los años 70 fueron incluidos entre las 10 mejores atracciones comerciales de la Florida. 

## Flora y fauna

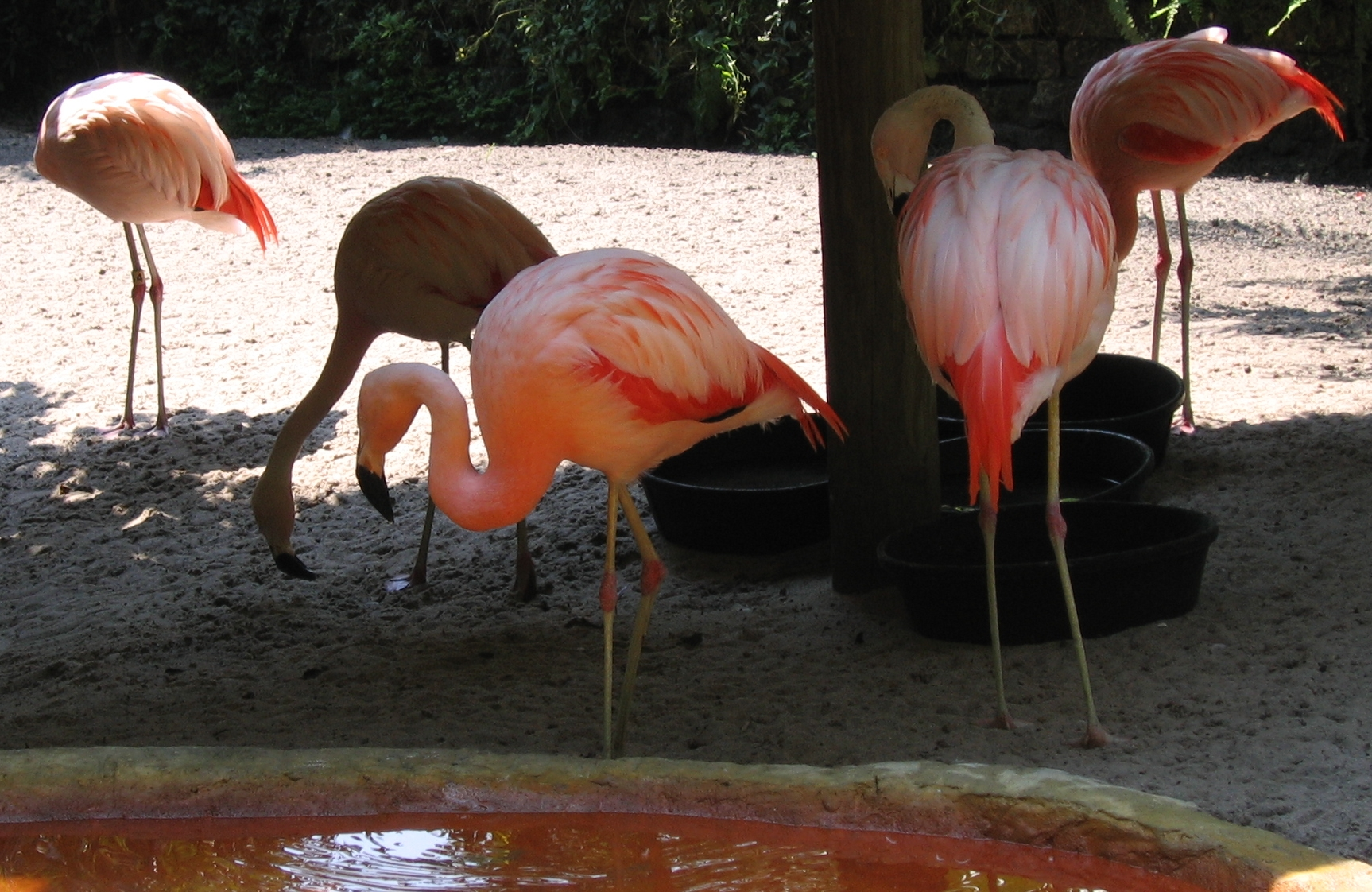
Flamencos chilenos en los Sunken Gardens

Los jardines contienen actualmente más de 500 especies de plantas tropicales y subtropicales en medio de charcas y de cascadas de conexión entre ellas, reuniendo una colección de más de 50.000 plantas tropicales y flores. Incluyen:
- Jardín japonés
- Jardín de cactus
- Jardín de las mariposas.
- Flamencos chilenos

Entre las plantas son de destacar bougainvilleas, palma real, lirios de agua, planta del camarón, y numerosos árboles frutales. 
La atmósfera del jardín es placentera y muchas de las plantas existentes comparables a los especímenes nativos, por tener un tamaño maduro debido a su larga historia de protección y de cultivo. 

## Estatuto del Edificio Histórico
Los jardines incluyen un edificio de grandes proporciones conocido como Sanitary Public Market, que fue construido entre 1926 y 1927, y diseñado por el arquitecto Albert Lee Hawes. 
Es una Arcada mediterránea de estilo renacimiento con dos torres gemelas de estilo Morisco, con ajustes de piedra, y una azotea de azulejos. 
En 1940, fue reconvertido por la compañía embotelladora Coca-Cola, y remodelado su interior en estilo Aerodinámico Moderno. 

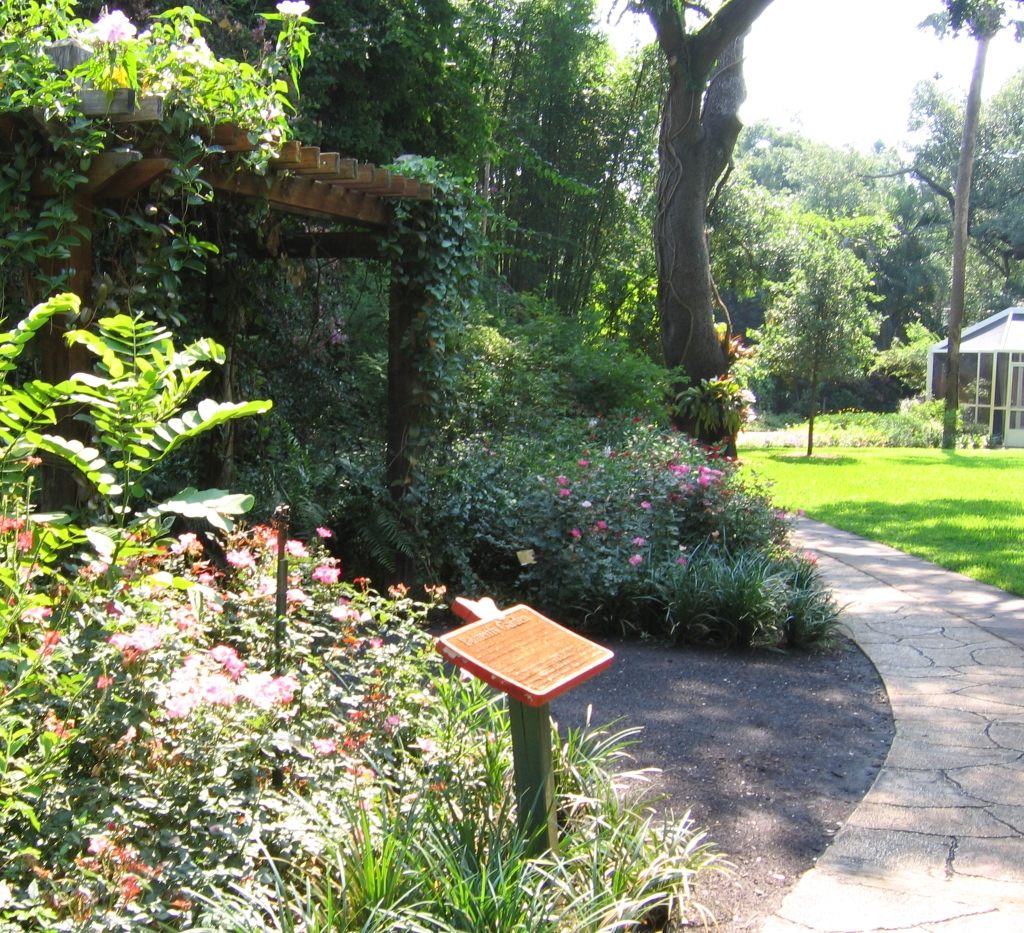
El jardín de las mariposas en el "Sunken Gardens".

La familia Turner compró el edificio en 1967 para crear el La tienda de regalos más grande del mundo y el rey de reyes de los museos de cera, agregándole entonces en aquel momento porciones de falsa lava. 
En 1999, fue comprada por la ciudad de St Petersburg, junto con los jardines colindantes, usando un impuesto especial aprobado por los votantes. 
Los jardines fueron clasificados como hito histórico local y restaurados a lo largo de varios años. El 27 de junio de 2002, el edificio del Sanitary Public Market fue agregado aLRegistro Nacional de Lugares Históricos de los EE. UU.
Algunos especímenes vegetales que existen en el jardín botánico.

Especímenes
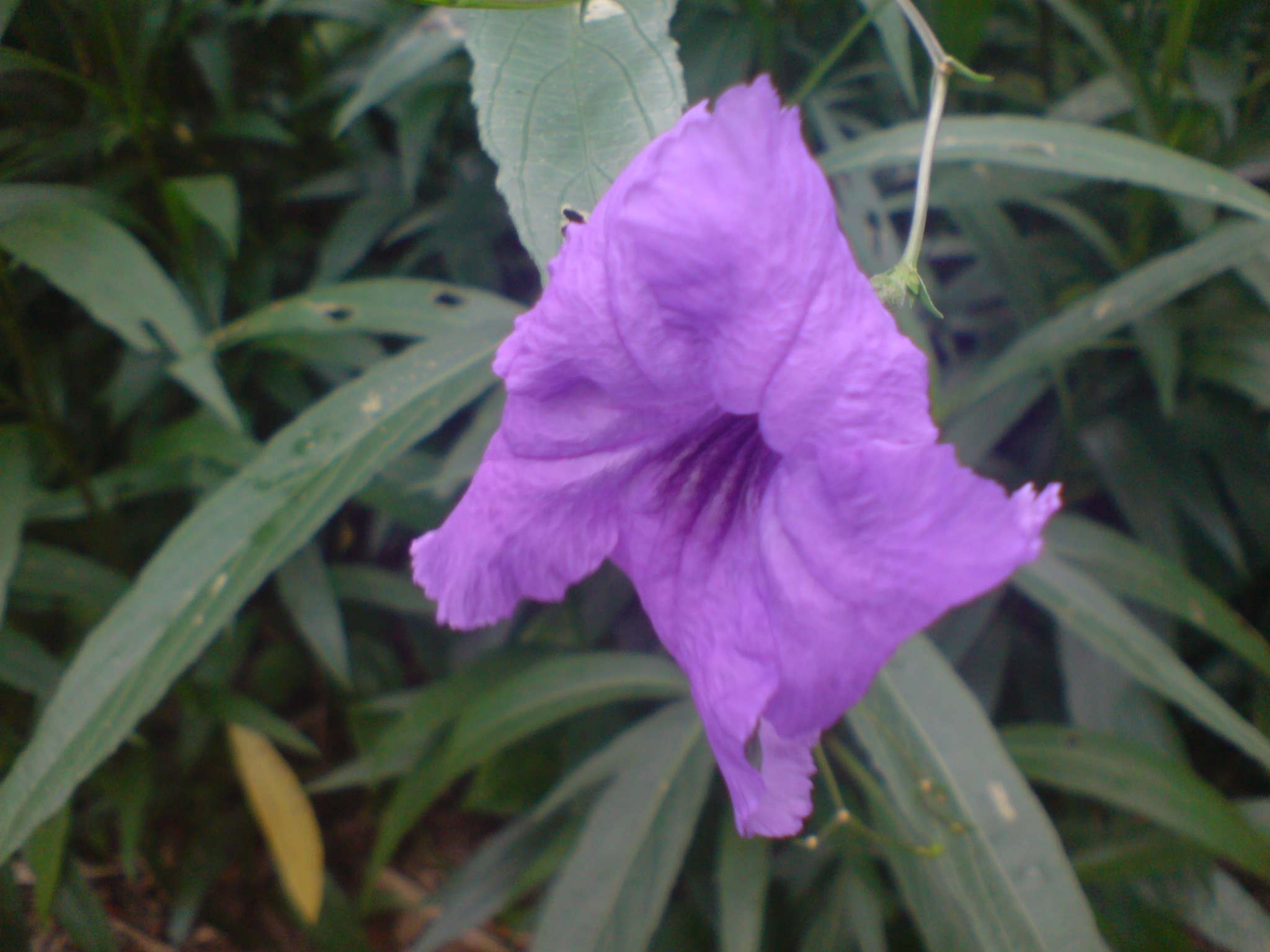
Petunia mexicana.
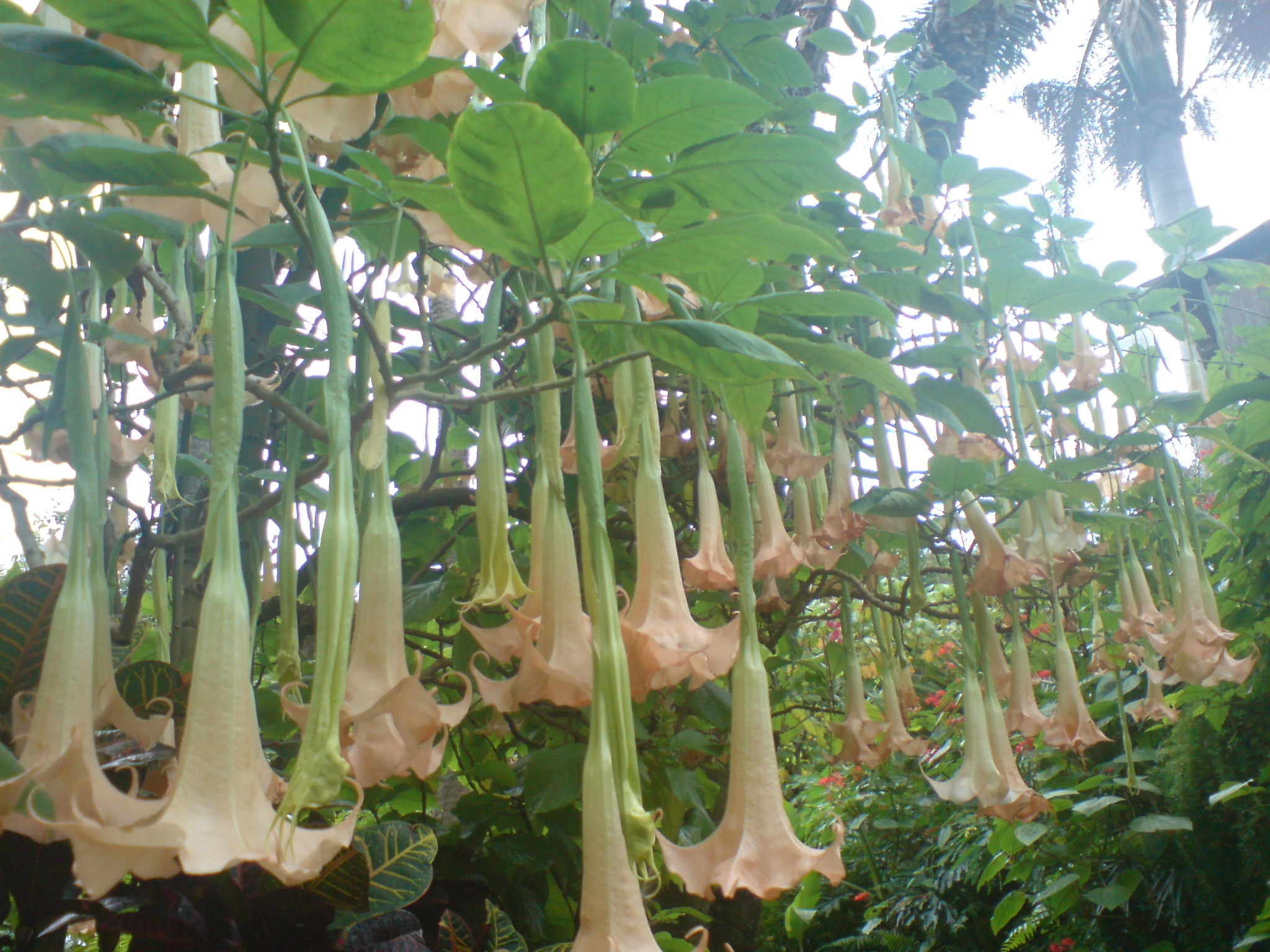
Flores de Brugmansia